# Allosmaitia coelebs
Allosmaitia coelebs är en fjärilsart som beskrevs av Herrich-Schäffer 1862. Allosmaitia coelebs ingår i släktet Allosmaitia och familjen juvelvingar. Inga underarter finns listade i Catalogue of Life.

## Bildgalleri

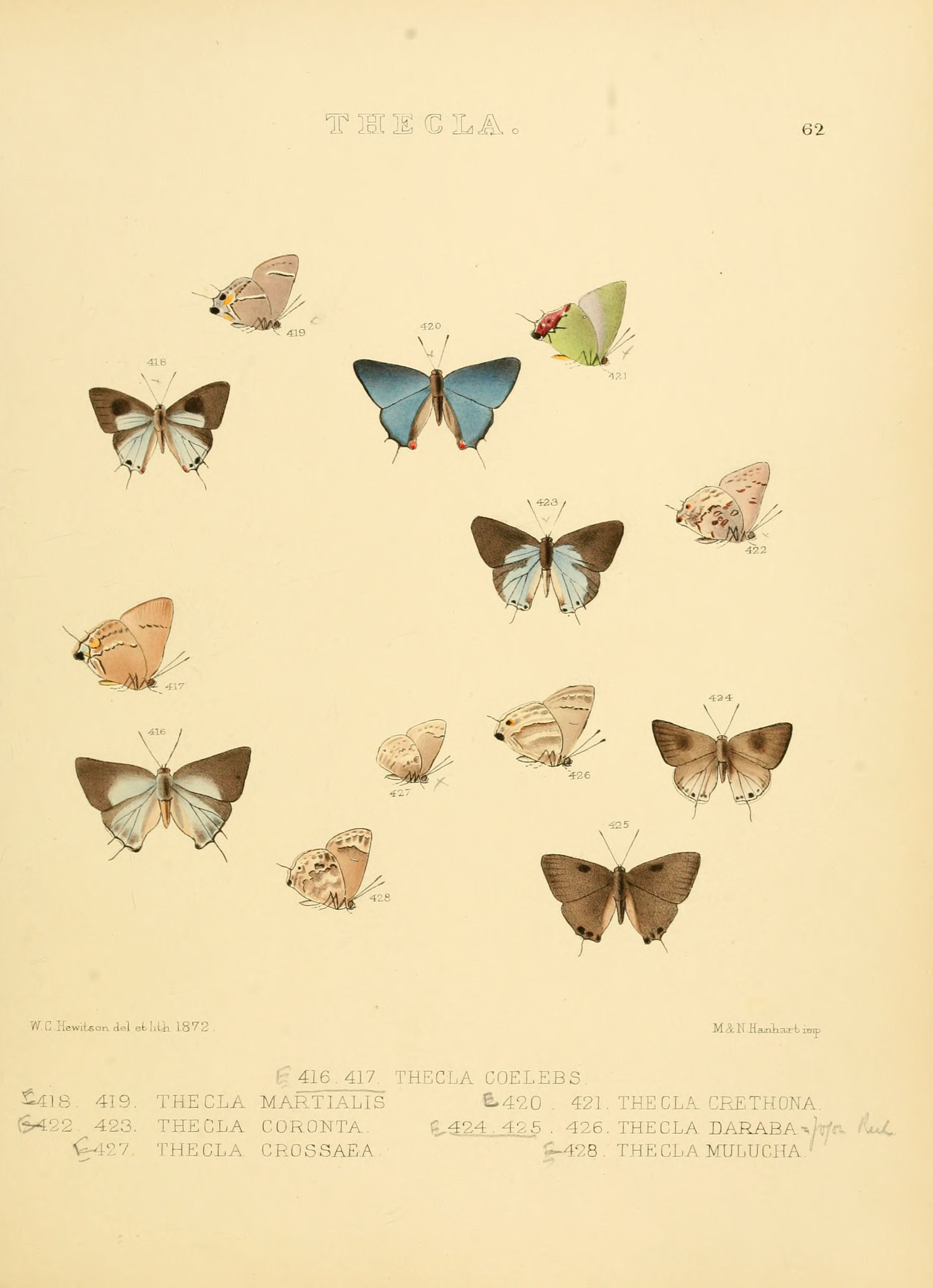